# アレックス・パディージャ
アレハンドロ・パディージャ・ペレス（Alejandro Padilla Pérez , 2003年9月1日 - ）は、スペイン・バスク州ギプスコア県サラウツ出身のサッカー選手。ラ・リーガ・アスレティック・ビルバオ所属。ポジションはGK。

## クラブ経歴

### アスレティック・ビルバオ
地元サラウツのクラブチームを経て、2019年にアスレティック・ビルバオのカンテラに入団。同クラブが運営するインスタラシオネス・デ・レサマでの教練を経て、2021年に傘下のCDバスコニアに昇格。同シーズンはテルセーラ・フェデラシオン (5部リーグ)で22試合に出場。翌2022年にビルバオ・アスレティックに昇格。2年間正GKを務め、2024年5月にトップチームに昇格。2024-25シーズンより正式にトップチームに登録。チームは開幕前にエースGKのウナイ・シモンと2番手GKのフレン・アギレサバラが、揃って負傷するという緊急事態に陥る。そんな中で迎えた同シーズン開幕戦の８月15日のヘタフェCF戦で、監督エルネスト・バルベルデは、パディージャを先発で起用。試合は1-1で終了。続く25日のFCバルセロナ戦でも先発出場。バルサ相手を攻守を見せるも、1-1で迎えた後半30分にロベルト・レヴァンドフスキに決勝ゴールを決められ、1-2で敗れた。

## 代表経歴
2021年から2年間はU-19のスペイン代表でプレーしたパディージャだったが、2024年にメキシコ人の母親の国籍を行使して、メキシコ代表でプレーすることを決断。同年6月1日のボリビア戦で同代表に初招集された。

## 人物
- 父はベルガラ出身のバスク人で、母はメキシコ・チワワ州出身[5]。